# Liste der Kulturdenkmäler in Wohnfeld
Die folgende Liste enthält die in der Denkmaltopographie ausgewiesenen Kulturdenkmäler auf dem Gebiet des Ortsteils Wohnfeld der  Stadt Ulrichstein, Vogelsbergkreis, Hessen.
Hinweis: Die Reihenfolge der Denkmäler in dieser Liste orientiert sich an der Anschrift, alternativ ist sie auch nach der Bezeichnung, der vom Landesamt für Denkmalpflege vergebenen Nummer oder der Bauzeit sortierbar.
Kulturdenkmäler werden fortlaufend im Denkmalverzeichnis des Landes Hessen durch das Landesamt für Denkmalpflege Hessen auf Basis des Hessischen Denkmalschutzgesetzes (HDSchG) geführt. Die Schutzwürdigkeit eines Kulturdenkmals hängt nicht von der Eintragung in das Denkmalverzeichnis des Landes Hessen oder der Veröffentlichung in der Denkmaltopographie ab.

Das Vorhandensein oder Fehlen eines Objekts in dieser Liste ist keine rechtsverbindliche Auskunft darüber, ob es Kulturdenkmal ist oder nicht: Diese Liste entspricht möglicherweise nicht dem aktuellen Stand der offiziellen Denkmaltopographie. Diese ist für Hessen in den entsprechenden Bänden der Denkmaltopographie Bundesrepublik Deutschland und im Internet unter DenkXweb – Kulturdenkmäler in Hessen einsehbar. Auch diese Quellen sind, obwohl sie durch das Landesamt für Denkmalpflege Hessen aktualisiert werden, nicht immer aktuell, da es im Denkmalbestand immer wieder Änderungen gibt.
Eine verbindliche Auskunft erteilt allein das Landesamt für Denkmalpflege Hessen.
Nutze diese Kartenansicht, um Koordinaten in der Liste zu setzen. In dieser Kartenansicht sind Kulturdenkmale ohne Koordinaten mit einem roten bzw. orangen Marker dargestellt und können in der Karte gesetzt werden. Kulturdenkmale ohne Bild sind mit einem blauen bzw. roten Marker gekennzeichnet, Kulturdenkmale mit Bild mit einem grünen bzw. orangen Marker.
| Bild                                    | Bezeichnung                                | Lage                                                                 | Beschreibung                                                                       | Bauzeit                                                                   | Objekt-Nr. |
| --------------------------------------- | ------------------------------------------ | -------------------------------------------------------------------- | ---------------------------------------------------------------------------------- | ------------------------------------------------------------------------- | ---------- |
| Am Mühlgraben 3                         | Wohnbau einer Hofanlage                    | Am Mühlgraben 3 LageFlur: 1, Flurstück: 54/1                         |                                                                                    | Ende 19. Jahrhundert                                                      | 124148 DDB |
| Backhaus · Seitenansicht                | Backhaus                                   | Backhausweg 1 LageFlur: 7, Flurstück: 7                              |                                                                                    | Beginn 20. Jahrhundert                                                    | 122882 DDB |
| Backhausweg 5                           | Wohn-Stall-Haus                            | Backhausweg 5, Steinweg LageFlur: 1, Flurstück: 9/2, 9/3             |                                                                                    | 1851                                                                      | 122883 DDB |
| Hahnmühle                               | Ehemalige Hahnmühle                        | Hahnmühle 1 LageFlur: 5, Flurstück: 108                              | Mühlen- und Wohngebäude als schlichter zweigeschossiger konstruktiver Fachwerkbau. | 19. Jahrhundert, Erweiterung Anfang 20. Jahrhundert                       | 124157 DDB |
| Kirchstraße 1                           | Großer Streckhof                           | Kirchstraße 1 LageFlur: 1, Flurstück: 186/1                          |                                                                                    | Wohnhaus 1833                                                             | 122884 DDB |
| Bild gesucht BW                         | Streckhof                                  | Kirchstraße 2 LageFlur: 1, Flurstück: 39                             | Wohnhaus diente als Schulhaus.                                                     | Wohnhaus 17. Jahrhundert, um 1900 erneuert.                               | 122908 DDB |
| Evangelische Kirche · Portal            | Evangelische Kirche                        | Kirchstraße 6 LageFlur: 1, Flurstück: 30                             |                                                                                    | 1785/87                                                                   | 122885 DDB |
| Mittelstraße 1                          | Winkelhof                                  | Mittelstraße 1 LageFlur: 1, Flurstück: 34/1                          |                                                                                    | Wohnhaus 1888                                                             | 124149 DDB |
| Mittelstraße 5                          | Traufständiger Streckhof                   | Mittelstraße 5 LageFlur: 1, Flurstück: 29/2                          |                                                                                    | Wohnhaus 1686 (Schwelleninschrift), Wirtschaftsgebäude um 1900 erweitert. | 122888 DDB |
| Brunnen                                 | Brunnen                                    | Peter-Fuchs-Straße (Vor Kirchstraße 1) LageFlur: 1, Flurstück: 187/1 |                                                                                    | 1733                                                                      | 122887 DDB |
| Peter-Fuchs-Straße 8                    | Hofanlage                                  | Peter-Fuchs-Straße 8 LageFlur: 1, Flurstück: 55/3                    |                                                                                    | Wohnhaus Mitte 19. Jahrhundert                                            | 124151 DDB |
| Peter-Fuchs-Straße 9a                   | Hofanlage                                  | Peter-Fuchs-Straße 9a LageFlur: 1, Flurstück: 55/3                   |                                                                                    | Mitte 19. Jahrhundert                                                     | 124152 DDB |
| Peter-Fuchs-Straße 11 · Eingangsbereich | Streckhof                                  | Peter-Fuchs-Straße 11 LageFlur: 1, Flurstück: 56                     |                                                                                    | Mitte bis Ende 19. Jahrhundert                                            | 124150 DDB |
| Peter-Fuchs-Straße 13                   | Traufständige Einhof                       | Peter-Fuchs-Straße 13 LageFlur: 1, Flurstück: 47                     |                                                                                    | 1761                                                                      | 122907 DDB |
| Peter-Fuchs-Straße 18 · Eingangsbereich | Parallelhof                                | Peter-Fuchs-Straße 18 LageFlur: 1, Flurstück: 184/1                  |                                                                                    | Wohnhaus 1893/94, nach Brand wieder errichtet                             | 122886 DDB |
| Peter-Fuchs-Straße 20                   | Streckhof teilweise verändert              | Peter-Fuchs-Straße 20 LageFlur: 1, Flurstück: 183/2                  |                                                                                    | Nach 1750                                                                 | 122906 DDB |
| Bild gesucht BW                         | Dreizoniger Scheunen- und Stallbau         | Peter-Fuchs-Straße 25 LageFlur: 1, Flurstück: 190                    |                                                                                    | Im Kern noch 18. Jahrhundert                                              | 122889 DDB |
| Puschweg 3                              | Kleiner traufständige Streckhof            | Puschweg 3 LageFlur: 1, Flurstück: 170                               |                                                                                    | Wohnteil Anfang 19. Jahrhundert                                           | 124153 DDB |
| Bild gesucht BW                         | Zweigeschossiges kleinbäuerliches Wohnhaus | Stammwiesenweg 1 LageFlur: 1, Flurstück: 103                         |                                                                                    | Beginn bis Mitte 19. Jahrhundert                                          | 124381 DDB |
| Ehemalige Schule                        | Ehemalige Schule                           | Stammwiesenweg 2 LageFlur: 1, Flurstück: 95                          |                                                                                    |                                                                           | 124154 DDB |
| Stammwiesenweg 6                        | Streckhof                                  | Stammwiesenweg 6 LageFlur: 1, Flurstück: 98/6                        |                                                                                    | Wohnhaus frühes 18. Jahrhundert                                           | 124155 DDB |
| Steinweg 3                              | Streckhof                                  | Steinweg 3 LageFlur: 1, Flurstück: 16                                |                                                                                    | Ende 19. Jahrhundert                                                      | 124380 DDB |
| Steinweg 22 · Scheune                   | Hofanlage                                  | Steinweg 22 LageFlur: 1, Flurstück: 127                              |                                                                                    | Beginn 20. Jahrhundert                                                    | 122890 DDB |
| Steinweg 30                             | Wohnhaus                                   | Steinweg 30 LageFlur: 2, Flurstück: 89                               |                                                                                    | Mitte 20. Jahrhundert                                                     | 124338 DDB |
| Wiesenweg 3 · Detail Tür                | Hofanlage                                  | Wiesenweg 3 LageFlur: 1, Flurstück: 110                              |                                                                                    | Ende 19. Jahrhundert, Erweiterung mit Wohnhaus um 1900.                   | 124156 DDB |